# Marcheline Bertrand
Marcia Lynne „Marcheline“ Bertrand (* 9. Mai 1950 in Blue Island; † 27. Januar 2007 in Los Angeles) war eine US-amerikanische Schauspielerin. Bekanntheit erlangte sie vor allem durch die Berühmtheit ihrer Tochter Angelina Jolie.

## Leben
Bertrand wurde im St. Francis Hospital in Blue Island, Illinois, geboren und wuchs mit ihren jüngeren Geschwistern Debbie und Raleigh im benachbarten Riverdale auf. Die Familie ihres Vaters Rolland F. Bertrand (1923–1985) stammte aus dem französischsprachigen Teil Kanadas, die Vorfahren ihrer Mutter Lois June Bertrand (geborene Gouwens; 1928–1973) waren niederländischer und deutscher Herkunft. 1965 zogen die Bertrands nach Beverly Hills, Kalifornien, wo Marcheline die Beverly Hills High School besuchte.
Ihre Schauspielausbildung erhielt sie am Lee Strasberg Theatre and Film Institute. 1971 spielte sie in einer Folge der US-amerikanischen Krimiserie Der Chef mit. Am 12. Dezember desselben Jahres heiratete Bertrand den Schauspieler Jon Voight. Aus der Ehe gingen zwei Kinder hervor, James Haven (* 1973) und Angelina Jolie (* 1975). Das Paar trennte sich 1976 und Bertrand reichte 1978 die Scheidung ein, die am 14. April 1980 rechtskräftig wurde.
1982 stand sie gemeinsam mit ihrer Tochter und Jon Voight für den Film Zwei in der Tinte vor der Kamera und spielte schließlich 1983 ihre letzte Filmrolle in der Komödie Frauen waren sein Hobby, einem Remake von Der Mann, der die Frauen liebte (1977).
Im Jahr 2005 betätigte sich Bertrand gemeinsam mit Haven und Jolie als Executive Producer der Dokumentation Trudell über das Leben des indianischen Dichters, Musikers und Aktivisten John Trudell. Zuletzt war sie die Managerin ihrer Tochter Angelina Jolie.
Bertrand starb Januar 2007 in Los Angeles im Alter von 56 Jahren nach langjähriger Erkrankung an Eierstock- und Brustkrebs in Los Angeles. Angelina Jolie benannte ihre 2008 geborene Tochter Vivienne Marcheline Jolie-Pitt nach Bertrand.

## Filmografie
- 1971: Der Chef (Ironside, Fernsehserie, Folge 4x20 Liebe, Frieden, Bruderschaft und Mord)
- 1982: Zwei in der Tinte (Lookin’ to Get Out)
- 1983: Frauen waren sein Hobby (The Man Who Loved Women)
- 2005: Trudell (Dokumentation; als Executive Producer)